# Virabhadra

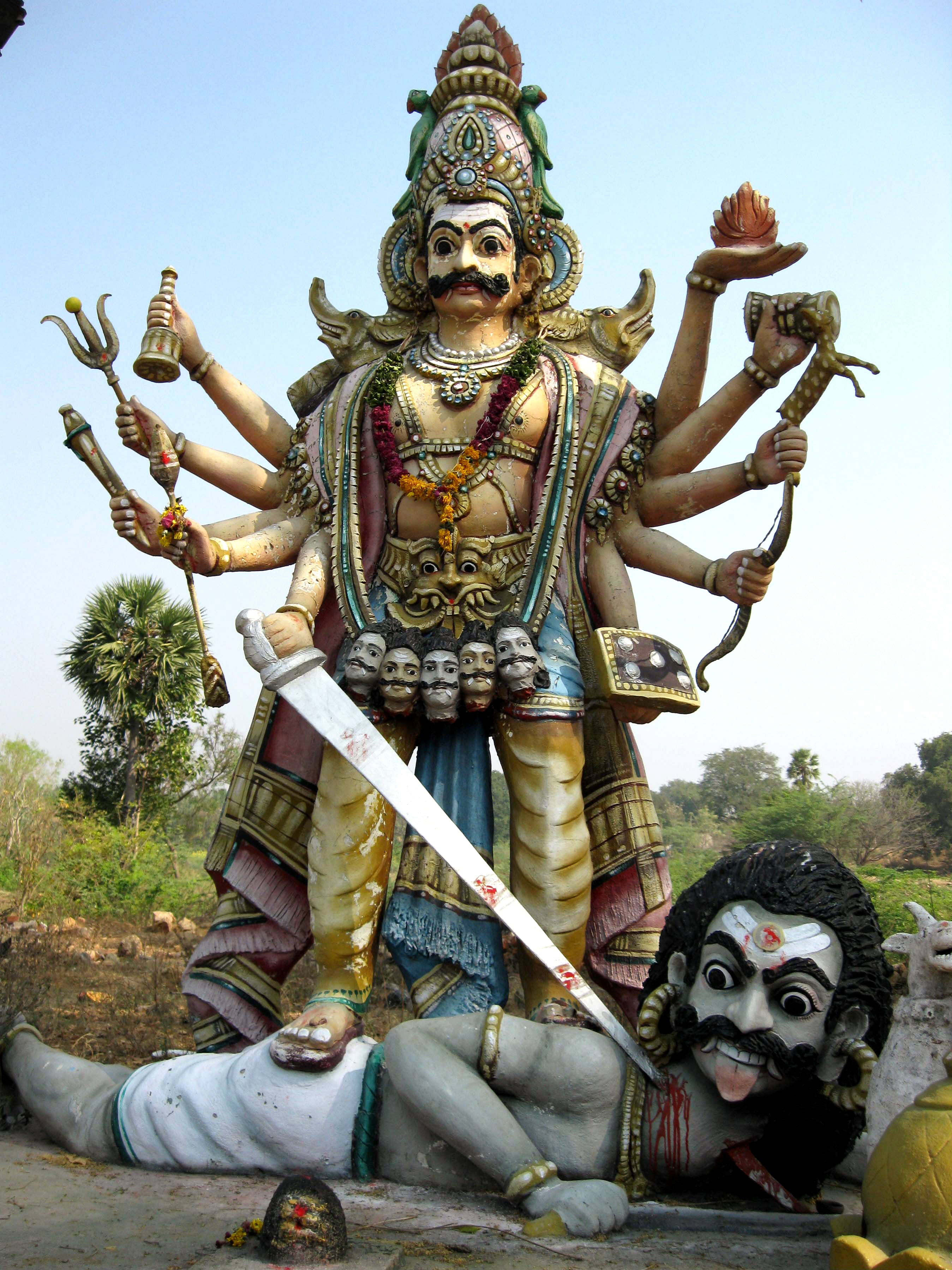
Virabhadra dans le district de Dharmapuri, dans l'État du Tamil Nadu, Inde.

Virabhadra (IAST: Vīrabhadra) est une émanation de Shiva, cité entre autres dans le Vishnu Purana. Daksha avait célébré un grand sacrifice de feu, un yajna, mais pas pour Shiva, son gendre. Souffrant d'être séparée de Shiva, Satī, s'appliqua alors « à renfermer en soi-même le feu du souffle vital », à méditer sur son amant divin Shiva « et son corps, purifié de tout péché, parut tout d'un coup embrasé par le feu qu'y avait allumé la Contemplation » . En colère d'être séparé de son aimée Sati, Shiva créa Virabhadra, qui détruisit le sacrifice et molesta les dieux. De nombreux temples, en Inde, ont sa statue à leurs entrées ; il est censé les protéger. Il est également fréquemment représenté auprès des sept mères (saptamatrika).